# Nyikolaj Alekszejevics Szevercov
Nyikolaj Alekszejevics Szevercov (Voronyezsi kormányzóság, 1827. november 5. – Don, 1885. február 8.) orosz kutató és természettudós, Belső-Ázsia élővilágának egyik feltárója és leírója. Zoológiai szakmunkákban nevének rövidítése: „Severtzov”.

## Élete és munkássága
Szevercov 18 éves korában, amikor a Moszkvai Állami Egyetemen tanult, megismerte Grigorij Karelint, aki miatt Közép-Ázsia iránt kezdett érdeklődni. 1857-ben hozzácsatlakozott egy a Szir-darját feltáró expedícióhoz. Ezen az expedíción Szevercovot néhány bandita elrabolta, de egy hónap után szabadon engedték. 1865–1868 között felkutatta a Tien-san hegységet és az Iszik-köl-tavat, illetve környékét. 1877–1878 között a Pamír hegységben járt, nagyjából ugyanazon az útvonalon, ahol manapság az M41-es autópálya fekszik; ez útja során eljutott a Gunt folyó táplálta Jasil-kul tóhoz.
1873-ban megírta a „Вертикальное и горизонтальное распространение туркестанских животных” („Turkesztán állatvilágának függőleges és vízszintes kiterjedése”) című művét. Ebben olyan állatok leírásai vannak, melyekről a Nyugat addig nem tudott; köztük az argali juh egyik alfaja, amelyet később Nyikolaj Szevercov tiszteletére Ovis ammon severtzovi-nak neveztek el. Az emlősök mellett számos új madárfajt és -alfajt is leírt; ilyen a kaukázusi pirók (Carpodacus rubicilla), melynek egyik alfaját szintén róla neveztek el, Carpodacus rubicilla severtzovi.
A petrovszkojei (Voronyezsi kormányzóság) szállásán madárgyűjteményt állított össze. 1885. február 8-án, miközben hintójával hazafelé ment, a jég a befagyott Ikorec folyón – mely a Donba torkollik – beszakadt, és Szevercov hintóstul beleesett. Ő is és az emberei is kimásztak a fagyos vízből, de amíg emberei meleg helyet kerestek, addig Szevercov és kocsisa megpróbálták menteni a menthetőt. Azonban a hidegtől és fáradtságtól összeesett és meghalt. Vele együtt a kocsisa is megfagyott.
A Moszkvában levő Oroszországi Tudományos Akadémián (Российская академия наук) az Ökológia és Evolúciós Problémák Intézeté-t (Институт проблем Экологии и Эволюции им. А.Н. Северцова) – fiáról, Alekszej Szevercovról nevezték el.

## Nyikolaj Alekszejevics Szevercov által alkotott és/vagy megnevezett taxonok
Az alábbi linkben megnézhető Nyikolaj Alekszejevics Szevercov taxonjainak egy része.

## Fordítás
- Ez a szócikk részben vagy egészben  a   Nikolai Severtzov című angol Wikipédia-szócikk ezen változatának fordításán alapul.  Az eredeti cikk szerkesztőit annak laptörténete sorolja fel. Ez a jelzés csupán a megfogalmazás eredetét és a szerzői jogokat jelzi, nem szolgál a cikkben szereplő információk forrásmegjelöléseként.